# ميغ هاتشينز
ميغ هاتشينز (من مواليد 3 فبراير 1982) هي لاعبة كرة قدم أسترالية لعبت مع نادي كولينغوود لكرة القدم في دوري كرة القدم للسيدات (AFLW).